# 淞浜路駅
座標: 北緯31度22分22秒 東経121度29分16秒 / 北緯31.37278度 東経121.48778度
淞浜路駅（しょうひんろえき）は中華人民共和国上海市宝山区に位置する上海軌道交通3号線の駅である。計画時の名称は呉淞鎮駅であった。

## 駅構造

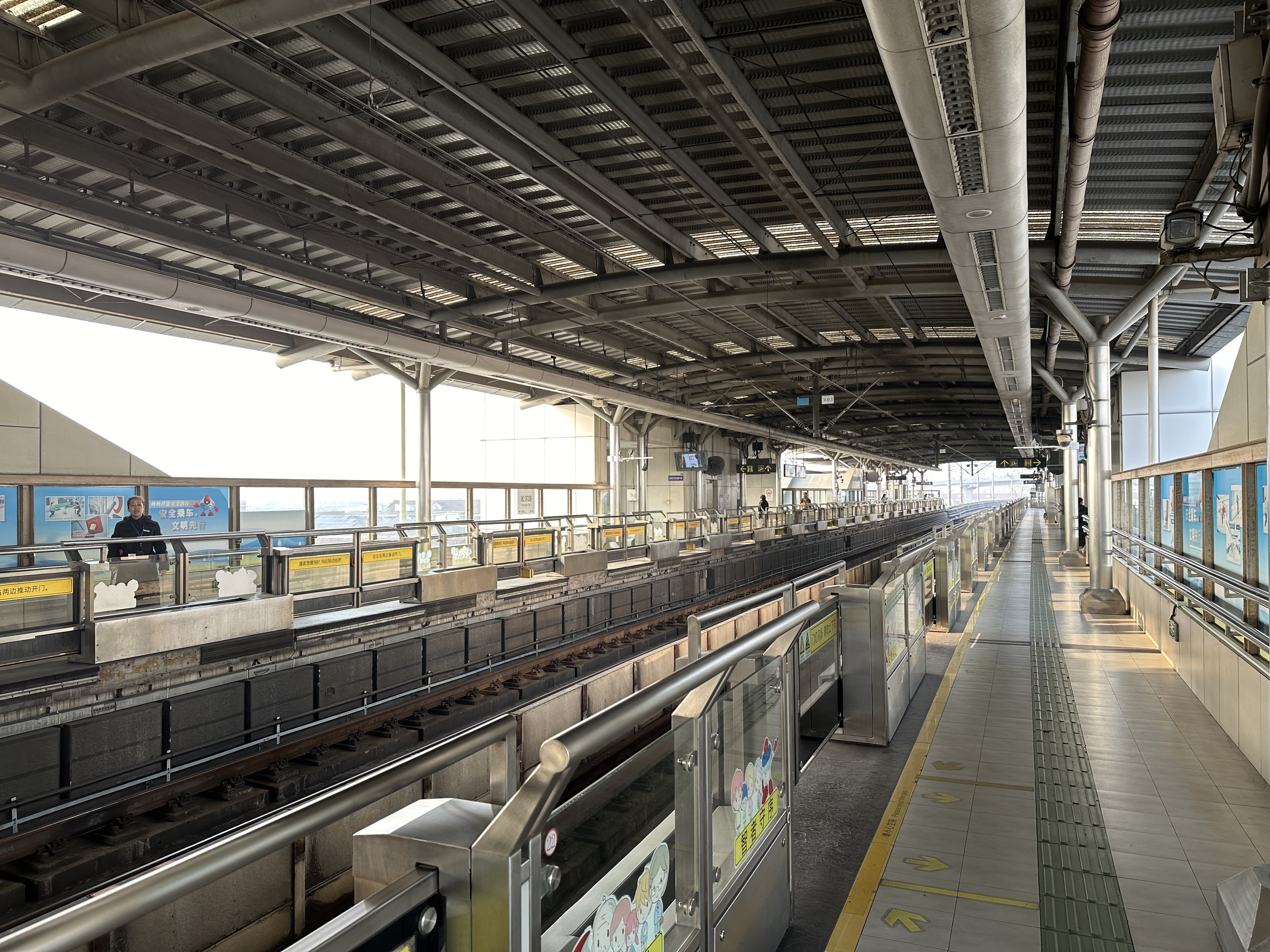
ホーム

相対式ホーム2面2線を有する高架駅。

## 歴史
- 2006年12月18日 - 開業。

## 隣の駅
上海軌道交通
■3号線
張華浜駅 - 淞浜路駅 - 水産路駅